# Linnéas fina visor
Linnéas fina visor är ett musikalbum med Cornelis Vreeswijk från 1973, utgivet på skivbolaget Phonogram (Philips Records). Bim Warnes, Vreeswijks dåvarande hustru, andranamn var Linnéa, därav albumnamnet.

## Låtlista
Alla låtar skrivna av Cornelis Vreeswijk, om inte annat anges.

### Sida A
1. En vacker visa till Linnéa – 1:26
2. Alices snaps (Chanson pour l'Auvergnat) (Georges Brassens/Cornelis Vreeswijk) – 3:53
3. Till Mtukwa Rosa Lind – 2:31
4. Linnéa i galopp – 2:47
5. Bakvända visan 1973 (trad/Cornelis Vreeswijk) – 2:46
6. Silas' kalas – 5:05[1]

### Sida B
1. Ofelia plockar krasse – 3:48
2. Polaren Pär vid morgonstädningen – 2:00
3. Till Linnéa via Leonard Cohen – 2:58
4. Linnéas morgonpsalm – 1:26
5. Balladen om bonden och djävulen – 4:31
6. Blues för Ann Katarin – 3:16

## Medverkade musiker
Cornelis Vreeswijk – gitarr, sång

Willem de Vries – kontrabas, pukor

Peter Nieuwerf – gitarr

Harry Mooten – dragspel

Jorge Souto – percussion

Piet Souer – munspel

Gerrit den Braber – bakgrundssång